# Pałac sportu (rodzaj hali)

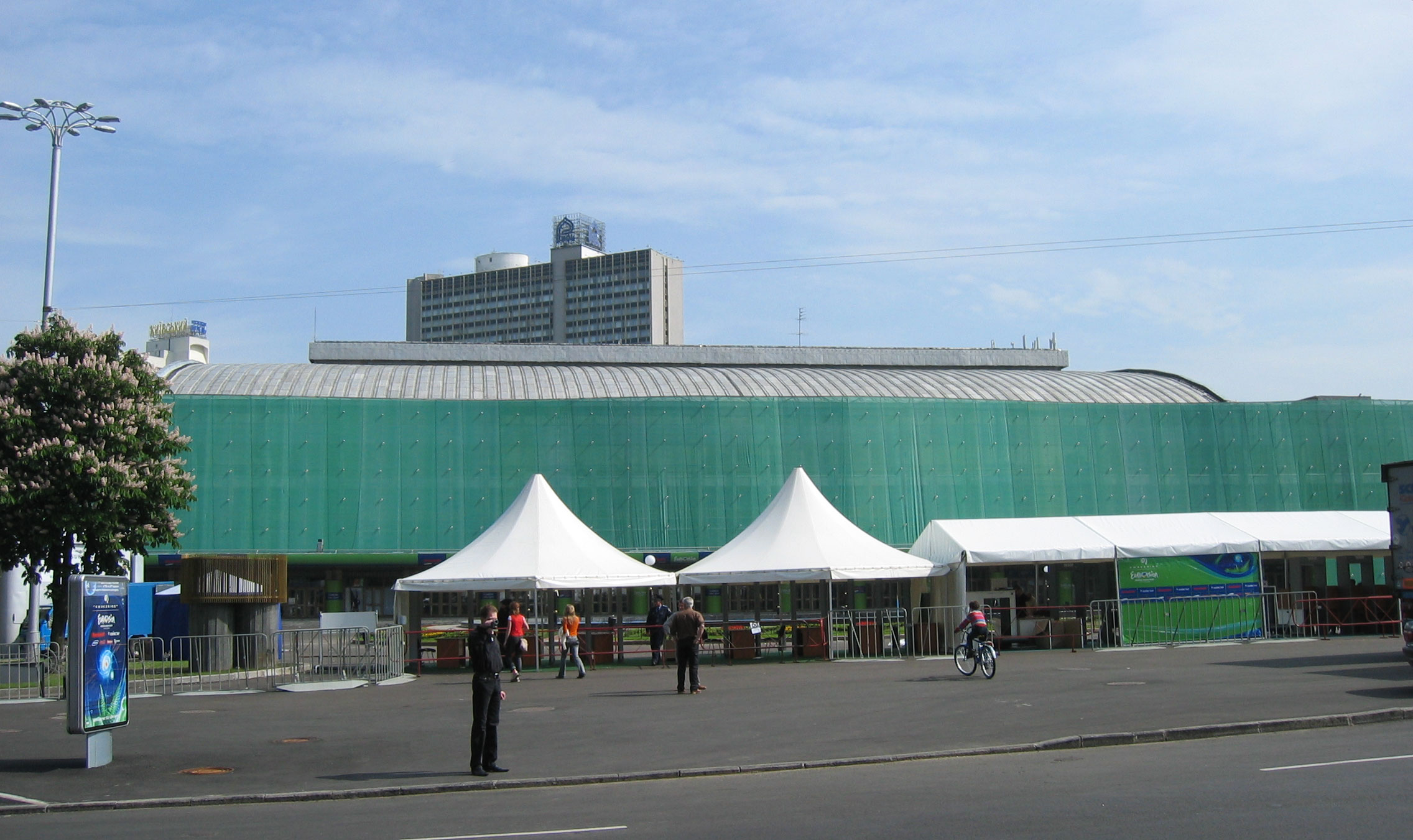
Pałac Sportu w Kijowie

Pałac sportu (ros. Дворец спорта; Dworec sporta) – ogólna nazwa kompleksowych obiektów sportowych wprowadzonych w Związku Radzieckim o dużych rozmiarach, które obejmują różne hale sportowe i pomieszczenia pomocnicze.
Nazwa jest nadal używana w wielu krajach postradzieckich. Wiele z nich miało standardowy projekt architektoniczny.  Niektóre z nich zostały przemianowane, na przykład na „Pałac Koncertowo-Sportowy”.
Termin ten jest także używany w innych krajach, na przykład hale takie nazywamy Palacio de los Deportes w krajach latynoskich.